# Novoukraiinka
Novoukraiinka (în ucraineană Новоукраїнка) este orașul raional de reședință al raionului Novoukraiinka din regiunea Kirovohrad, Ucraina. În afara localității principale, mai cuprinde și satele Iablunivka, Novooleksandrivka și Zvirivka.

## Demografie
Componența lingvistică a orașului Novoukraiinka
     Ucraineană (96%)
     Rusă (2,98%)
     Alte limbi (0,68%)
Conform recensământului din 2001, majoritatea populației orașului Novoukraiinka era vorbitoare de ucraineană (96%), existând în minoritate și vorbitori de rusă (2,98%).